# Fiatau Penitala Teo
Sir Fiatau Penitala Teo GCMG MBE ISO (* 23. Juli 1911 in Funafuti; † 25. November 1998 in Funafuti) war ein Politiker des pazifischen Inselstaates Tuvalu.

## Leben
Teo wurde 1945 als Häuptling in das House of Chiefs von Niutao berufen und am 29. Juni 1997 erneut als Häuptling installiert, nachdem sein Dienst als erster Generalgouverneur von Tuvalu abgelaufen war.
Als die ehemalige britische Kolonie Ellice Islands 1978 ihre Unabhängigkeit vom Vereinigten Königreich erklärte, entschied das Volk von Tuvalu Königin Elisabeth II. als Staatsoberhaupt zu behalten. Dafür wurde der Posten des Generalgouverneurs geschaffen.

## Generalgouverneur von Tuvalu
Teo diente als erster Generalgouverneur von Tuvalu vom 1. Oktober 1978 bis zum 1. März 1986. In dieser Funktion überwachte er 1981 den ersten Regierungswechsel in Tuvalu nach der Unabhängigkeit.
Teo wurde bereits 1956 als Ordinary Member der Civil Division of the Most Excellent Order of the British Empire (MBE) ausgezeichnet. Und 1979 erhielt er den Imperial Service Order (ISO), sowie die Ernennung zum Ordinary Member of the First Class (Knight Grand Cross) des Order of St. Michael and St. George (GCMG).
Sein Nachfolger wurde 1986 Sir Tupua Leupena.

## Tod
Teo starb 1998 in Funafuti.

## Familie
Teo war verheiratet mit Uimai Tofiga Teo.
Sein Sohn Samuelu Teo war als Repräsentant von Niutao von 1998 bis 2006 im Parlament.  Samuelu Teo wurde 2015 erneut gewählt.